# Puss/Oh, the Guilt
„Puss/Oh, the Guilt“ je singl amerických rockových skupin Nirvana a The Jesus Lizard. Deska byla vydána 15. února 1993 a zahrnuje skladby „Puss“ od Jesus Lizard a „Oh, The Guilt“ od Nirvany.